# John Tempesta
John Tempesta  (Nova Iorque, 26 de setembro de 1964) é um baterista norte-americano que trabalhou com bandas como: Exodus, Testament, e White Zombie. Ele também tocou com Rob Zombie em seu projeto solo e na banda Helmet antes de dar suporte na turnê do The Cult em 2006 - Return To Wild Tour.

## Discografia

### Com Exodus
- 1990 - Impact is Imminent
- 1992 - Force of Habit

### Com Testament
- Low (1994)
- First Strike Still Deadly (2001)
- Live in London (2005)

### Com White Zombie
- Astro Creep: 2000 (1995)

### Com Rob Zombie
- Hellbilly Deluxe (1998)
- The Sinister Urge (2001)
- Past, Present & Future (2003)
- The Best of Rob Zombie (2006)

### Com Helmet
- Size Matters (2004)

### Com Scum of the Earth
- Blah...Blah...Blah...Love Songs for the New Millennium (2004)

### Com The Cult
- Born into This (outubro de 2007)
- Choice of De (maio de 2012)
- Hidden City (fevereiro de 2016)[1]